# جون ميلر باير
جون ميلر باير هو سياسي أمريكي، ولد في 29 مارس 1886 في بلك كريك في الولايات المتحدة، وتوفي في 18 فبراير 1970 في واشنطن العاصمة في الولايات المتحدة. نشط حزبياً في الحزب الجمهوري. وقد انتخب عضو مجلس النواب الأمريكي ‏.